# Лаута (место)
Лаута (њем. Lauta) град је у њемачкој савезној држави Саксонија. Једно је од 63 општинска средишта округа Бауцен. Према процјени из 2010. у граду је живјело 9.528 становника. Посједује регионалну шифру (AGS) 14625310.

## Географски и демографски подаци
Лаута се налази у савезној држави Саксонија у округу Бауцен. Град се налази на надморској висини од 123 метра. Површина општине износи 41,9 km². У самом граду је, према процјени из 2010. године, живјело 9.528 становника. Просјечна густина становништва износи 228 становника/km².